# Norte Grande (Chile)

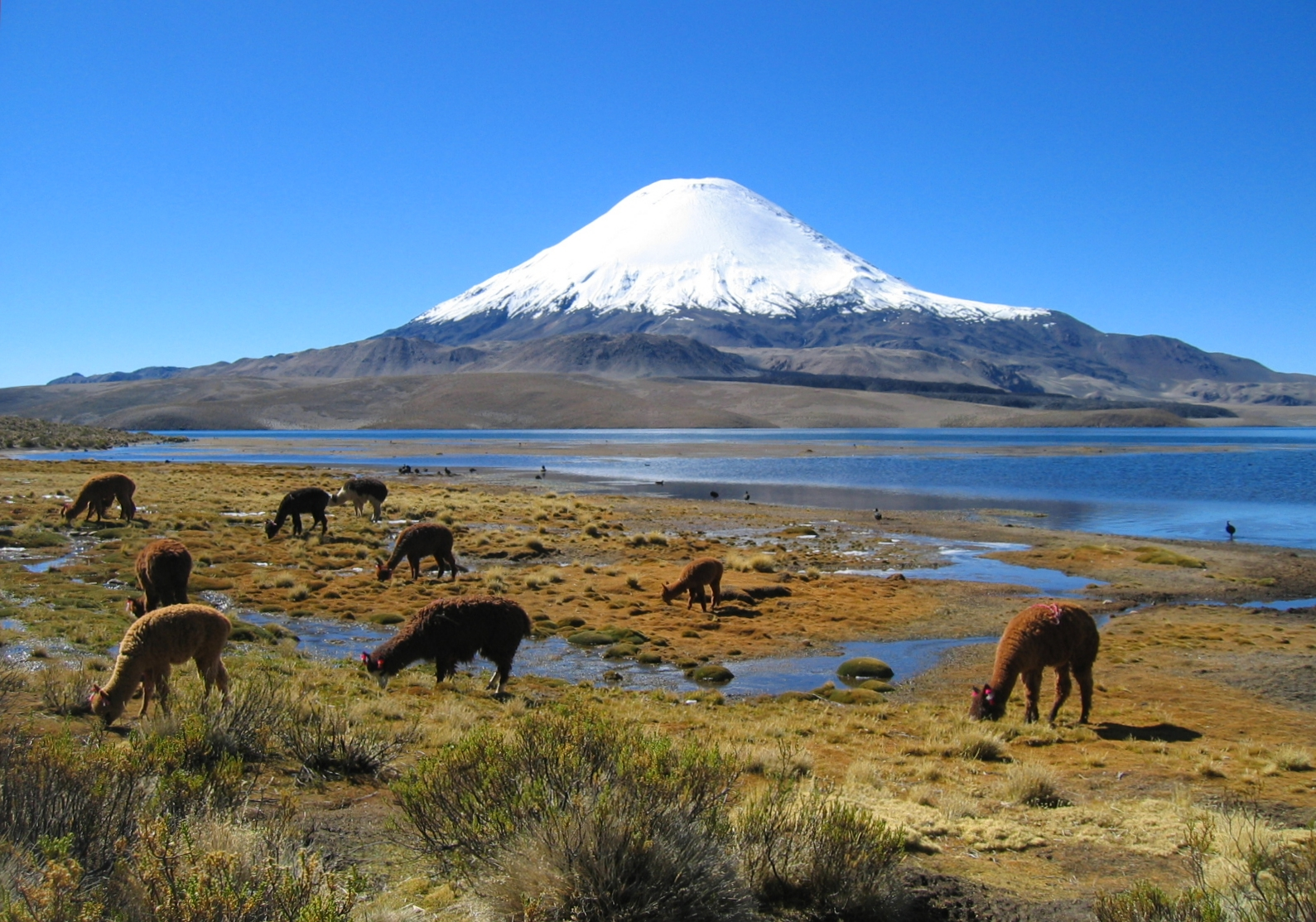
Nationalpark Lauca

Norte Grande ist eine der fünf Naturregionen Chiles, die 1950 von der Regierungsbehörde Corporación de Fomento de la Producción definiert wurden. Es grenzt im Norden an Peru, im Westen an den Pazifischen Ozean, im Osten an das Altiplano, Bolivien und Argentinien und im Süden an den Fluss Copiapó, der sie von der Naturregion Norte Chico trennt.

## Geografie
Norte Grande erstreckt sich von der peruanischen Grenze bis etwa zum 27. südlichen Breitengrad, der ungefähr parallel zum Fluss Copiapó verläuft. Die Naturregion ist extrem trocken. Sie umfasst die Atacama-Wüste, eines der trockensten Gebiete der Welt; in bestimmten Abschnitten dieser Wüste fällt überhaupt kein Niederschlag. Die durchschnittlichen Monatstemperaturen liegen auf Meereshöhe zwischen etwa 20,5 °C im Sommer und etwa 14 °C im Winter. Der Großteil der Bevölkerung lebt in der Küstenregion, wo die Temperaturen gemäßigter und die Luftfeuchtigkeit höher sind.

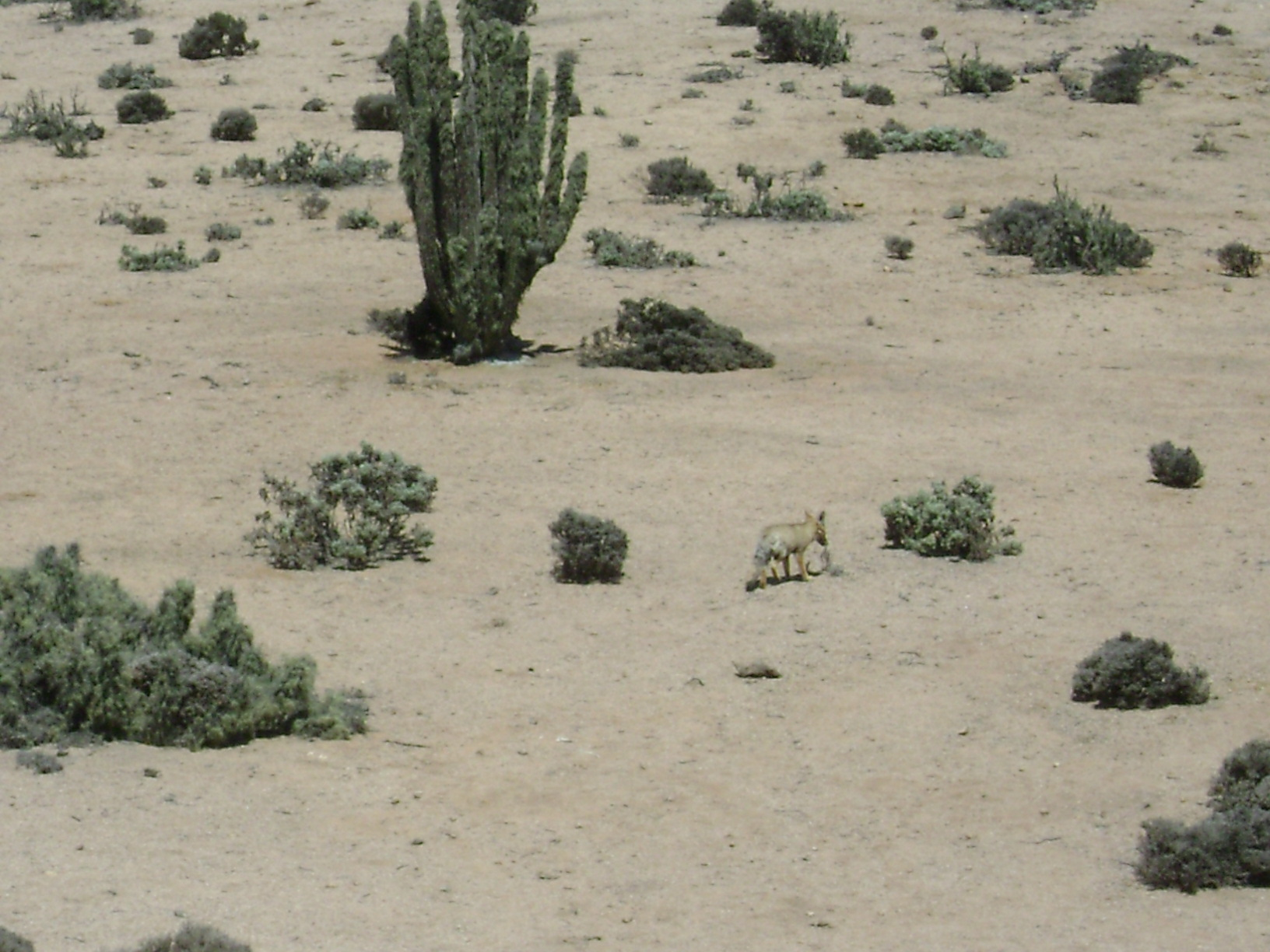
Ein Argentinischer Kampfuchs im Nationalpark Pan de Azúcar an der Küste der Atacama-Wüste.

Die Wüstenregion ist ein erhöhtes, trockenes Plateau, das allmählich von den Anden zur Küste abfällt, wo es auf einer Höhe von 244 bis 450 Metern abrupt abfällt. Vom Meer aus hat dieser Plateauabhang das Aussehen einer Reihe flacher Hügel, die dicht der Küstenlinie folgen. Diese Topographie erzeugt küstennahe Mikroklimata, da der Nebel, der sich häufig über dem kalten Ozean bildet, sowie alle niedrigen Wolken von den hohen Steilhängen eingefangen werden. Diese in der Luft schwebende Feuchtigkeit kondensiert in den Dornen und Blättern der Vegetation; die Tropfen fallen zu Boden und bewässern die Wurzeln der Pflanzen. Der Nebel dieser Gegend ist lokal als Camanchaca bekannt.
Jenseits der Küstensteilküste erstreckt sich ein Gebiet mit sanften Hügeln, das das trockenste Wüstenland umfasst. Das Gebiet endet im Osten und wird von den Anden überragt. Diese Region ist – mit Ausnahme einiger kleiner Flusstäler, in denen Bewässerung möglich ist und an den Hängen einiger schneebedeckter Gipfel – vegetationslos. Es ist jedoch sehr reich an Mineral- und Salzvorkommen. Dieses Gebiet wird von Hügelketten und Seitenketten, die erhöhte salzhaltige Plateaus umschließen, unterbrochen. Innerhalb der Gebirgsketten parallel zur Hauptkette der Anden ist die Cordillera Domeyko die wichtigste und unter den Salzebenen ist der Salar de Atacama die größte.
An manchen Rändern der Wüste gibt es unterirdische Grundwasserleiter, die die Entwicklung von Wäldern ermöglichten, hauptsächlich mit Tamarugos – heimischen dornigen Bäumen mit einer Höhe von bis etwa 25 Metern. Die meisten dieser Wälder wurden für Feuer von Gießereien aus der Kolonialzeit abgeholzt, um die in der Gegend vorkommenden reichlichen Kupfer-, Silber- und Nitratvorkommen auszubeuten. Damit wurde die Oberflächenbedienung noch trockenerer.

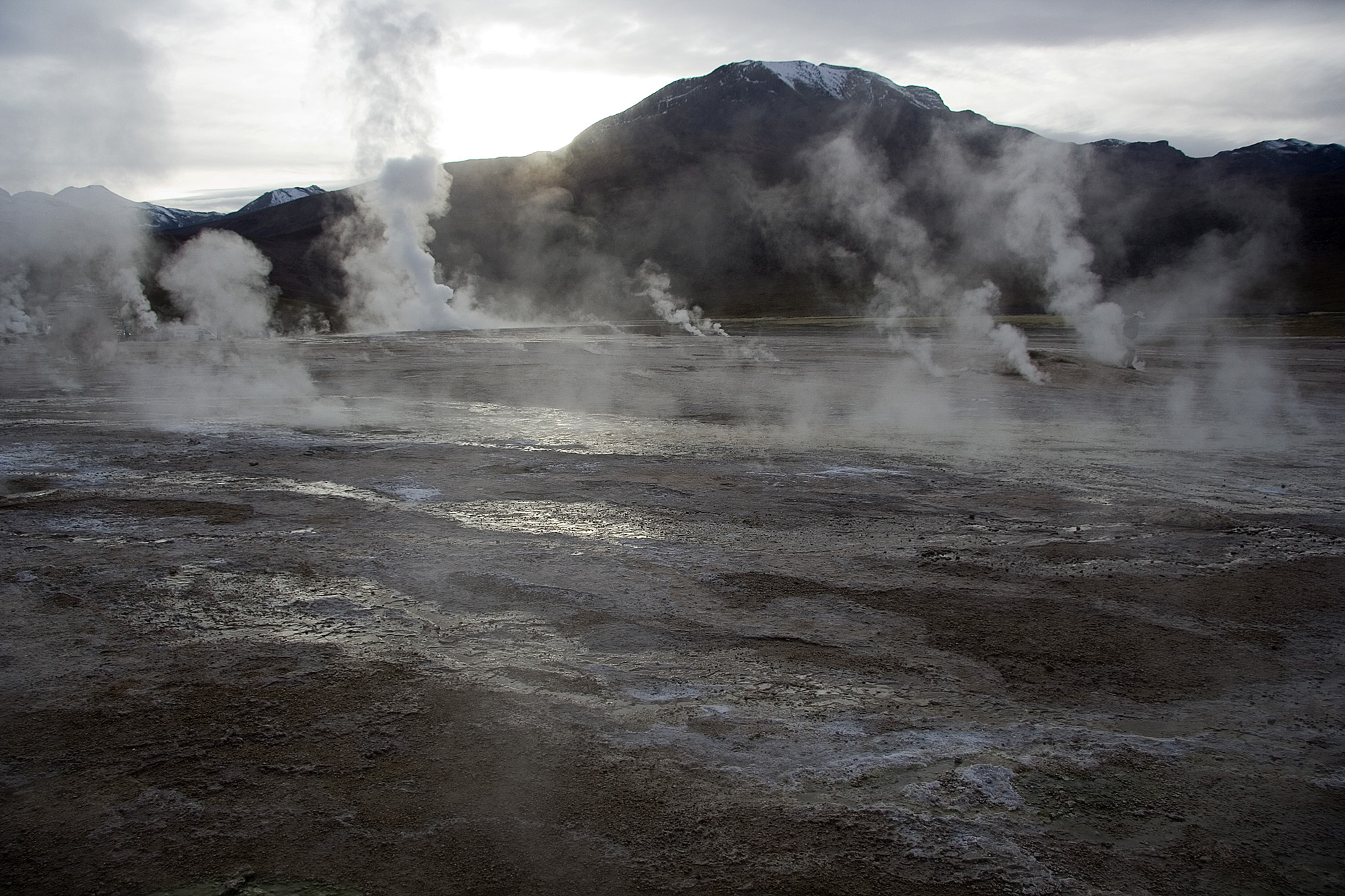
Geysirfeld El Tatio auf 4200 Metern Höhe

Die östlichen Teile der Naturregion liegen in den höheren Gebirgsketten der Anden und umfassen ein großes Gebiet. Diese trockene, öde Gegend stellt eine südliche Fortsetzung des großen Altiplano dar und ist als Puna de Atacama bekannt. Eine Reihe von Vulkanen durchzieht sie von Norden nach Süden mit ausgedehnten Lavabetten. Die wichtigsten Gipfel sind Licancabur, Acamarachi, Láscar, Miñiques, Pular, Socompa und Llullaillaco. Große, flache Salzseen sind ebenfalls ein charakteristisches Merkmal dieser Region. Das Gebiet erhält während der Sommermonate (die gemeinhin als bolivianischer Winter bezeichnet werden) beträchtliche Niederschläge, die flache Seen mit überwiegend salzhaltigem Wasser bilden, welche zahlreichen Vogelarten als Heimat dienen. Darunter den Andenflamingoarten, dem Chileflamingo und dem Jamesflamingo.

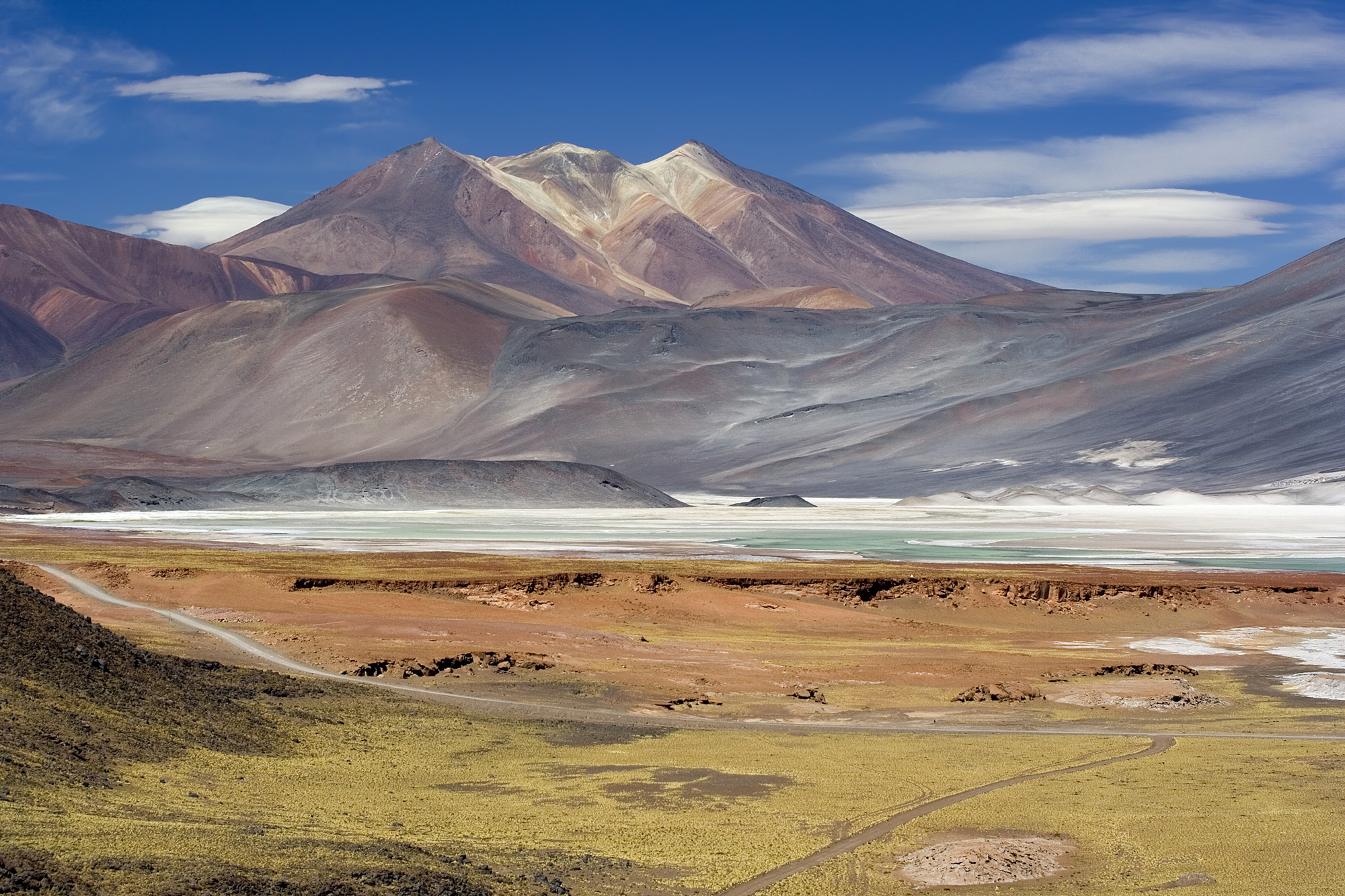
Salar de Talar

Nördlich vom Kerngebiet der Atacama-Wüste sickert ein Teil des Wassers des Altiplanos in Form schmaler Flüsse die Anden hinunter. Viele von ihnen bilden Oasen, bevor sie durch Verdunstung oder Aufnahme im Wüstensand, in Salzbetten und Grundwasserleitern verloren gehen. Einige Flüsse schaffen es jedoch bis zum Pazifik, darunter der Río Loa.
Die wichtigste wirtschaftliche Grundlage der Region ist jedoch ihr großer Reichtum an Bodenschätzen. Beispiele hierfür sind Chuquicamata und Escondida. Erstere ist die größte Kupfer-Tagebaumine der Welt und letztere die Kupfer-Tagebaumine mit der größten Produktion der Welt. Seit Anfang der 1970er Jahre hat sich auch die Fischereiindustrie in den wichtigsten Häfen der Region enorm entwickelt, vor allem in Arica, Iquique und Antofagasta.